# Diadegma alpicola
Diadegma alpicola är en stekelart som först beskrevs av Smits van Burgst 1914.  Diadegma alpicola ingår i släktet Diadegma och familjen brokparasitsteklar. Inga underarter finns listade i Catalogue of Life.